# Дмитровський (Калузька область)
Дмитровський (рос. Дмитровский) — хутір в Козельському районі Калузької області Російської Федерації.
Населення становить 119 осіб. Входить до складу муніципального утворення Село Березицький склозавод.

## Історія
Від 2004 року входить до складу муніципального утворення Село Березицький склозавод.

## Населення
| 2002 | 2010 |
| ---- | ---- |
| 98   | ↗119 |